# Tensift (Fluss)
Der Oued Tensift oder Oued Tansift (Zentralatlas-Tamazight ⴰⵙⵉⴼ ⵏ ⵜⴰⵏⵙⵉⴼⵜ Asif n Tansift; arabisch تانسيفت) ist ein wichtiger Fluss im Südwesten Marokkos mit einer maximalen Länge (unter der Einbeziehung der Quellflüsse) von 260 km im Frühjahr bzw. nur 100 km im Sommer und Herbst. Die Länge des Oued Tensift schwankt in Abhängigkeit von der Jahreszeit und den winterlichen Regenfällen.

## Verlauf
Der Oued Tensift entspringt im Hohen Atlas in einem menschenleeren Gebiet etwa 25 km nordwestlich von Telouet. Er fließt nördlich von Marrakesch in westlicher Richtung durch die Haouz-Ebene, wo er infolge von Wasserentnahmen für Bewässerungszwecke nur noch nach starken oder länger anhaltenden Regenfällen Wasser führt. Er mündet schließlich etwa 33 km südlich von Safi bei der Ortschaft Souira Kedima in den Atlantik. Das Einzugsgebiet wird, je nach Quelle, mit Werten zwischen 20.800 und 18.500 km² angegeben.

## Hydrometrie
Die Abflussmenge des Oued Tensift wurde an der Station Talmest, kurz vor der Mündung, über die Jahre 1970 bis 2003 in m³/s gemessen.
Durch extreme Niederschläge zwischen dem 20. und 30. November 2014 kam es zu Überschwemmungen im gesamten Einzugsgebiet. Am Pegel Talmest kam es dabei zu einem Abfluss von 3500 m³/s. Das ist entspricht fast dem dreifachen des bisherigen maximalen Abflusses von 1275 m³/s im November 1987 an dieser Station.

## Nutzung
Der Oued Tensift dient in erster Linie der Bewässerung landwirtschaftlicher Flächen in der Haouz-Ebene.

## Nebenflüsse
- Oued Larh
- Oued R`dat
- Oued Bou Ar Rous
- Oued Ourika (mit Nebenfluss Oued Zat und Oued Gadji)
- Oued Issil
- Oued Rheraya
- Oued Nfiss (frz. N'Fiss; Nebenfluss Oued Anougal)
- Oued Wadaker (erreicht den Tesift für gewöhnlich nicht)
- Oued El Hallouf
- Oued Assif El Mal
- Oued Jmala
- Oued Chichaoua (mit den Quellflüssen Oued Imin Tanoute und Oued Seksaoua)

## Canal de Rocade
Über den bereits Anfang der 1970er Jahre fertiggestellten Canal de Rocade wird ein Teil der Wässer des im Hohen Atlas entspringenden Oued Tassaout in den Oued Nfiss und somit letztlich in den Oued Tensift umgeleitet.

## Stauseen
Bislang wird der Oued Tensift selbst – wegen des sandigen und überwiegend ebenen Geländes, durch welches er fließt – nicht gestaut. Der Oued Nfiss, der wichtigste Nebenfluss des Oued Tensift, hat dagegen gleich zwei Stauseen:
- Barrage Lalla Takerkoust (ca. 40 km südlich von Marrakesch)
- Barrage Yacoub El Mansour (ca. 60 km südlich von Marrakesch bei Ouirgane)

## Sehenswürdigkeiten
Beim an der Atlantikküste gelegenen Ort Souira Kedima erheben sich die Mauern der im frühen 16. Jahrhundert von den Portugiesen zur Sicherung des Seewegs nach Indien erbauten Festung Castelo Aguz. Wenige Kilometer südlich und oberhalb des Flusstales befinden sich die Ruinen der von Mulai Ismail erbauten Kasbah Hamidouch.